# Referéndum de autonomía de Tarija

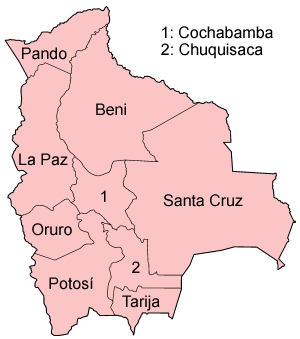
Departamentos de Bolivia

Un referéndum de autonomía tuvo lugar en el Departamento de Tarija en Bolivia el 22 de junio de 2008, después de un referéndum autonómicos realizado en el Departamento de Santa Cruz el 4 de mayo de 2008 y los referéndum autonómicos realizado en el Departamento del Beni y en el Departamento de Pando el 1 de junio de 2008. El referéndum fue aprobado con más de 80% a favor, aunque la mayoría de los seguidores del presidente Evo Morales no votaron.